# Elle Macpherson
Eleanor Nancy Macpherson (Killara, 29 maart 1964) is een Australisch fotomodel en actrice, haar bijnaam is "the body" (het lichaam).
Ze werd ontdekt tijdens een vakantie in het Amerikaanse Aspen, Colorado. Daar werd ze door Click Model Management gespot en meteen gecontracteerd. Later werd ze wereldberoemd toen ze in Elle magazine ging poseren. Ze wilden haar graag hebben, vanwege haar schoonheid, uitstraling en het bijkomende toeval dat zij luistert naar de naam Elle.
Toen ze 21 was trouwde ze met Gilles Bensimon, een Franse fotograaf. Daarna werd ze nog bekender nadat haar was gevraagd om deel te nemen aan een badmodespecial voor Sports Illustrated magazine. Van dat magazine stond ze viermaal op de cover, wat een record is. Dit lukte haar zelfs drie jaar achtereen. Ook dat is een record.
In 1994 speelde ze in de film Sirens waarin ook Hugh Grant en Tara Fitzgerald figureerden. Ze verraste haar fans door meerdere malen naakt in beeld te verschijnen. Alle vrouwen die in de film meespeelden waren overigens naakt te aanschouwen. Bij Macpherson viel het vooral op omdat ze 9 kilogram was aangekomen en haar borsten daardoor groter waren geworden tot een D-cup. Dat gegeven leverde in mei 1994 een fotoreportage in Playboy op.
Uit een relatie met Arpad Busson heeft ze twee zoons. In augustus 2013 trouwde ze met Jeffrey Soffer.
- Bibliothèque nationale de France: cb13991169g (data)
- Gemeinsame Normdatei: 142144649
- International Standard Name Identifier: 0000 0003 6215 725X
- Library of Congress Control Number: n92035272
- Nationale Bibliotheek van Letland: 000245975
- Nationale Bibliotheek van Tsjechië: xx0325240
- Nationale Bibliotheek van Polen: a0000001649696
- Istituto Centrale per il Catalogo Unico: RAVV339520
- Système universitaire de documentation: 178624225
- Museum of New Zealand Te Papa Tongarewa: 66395
- Virtual International Authority File: 302435946
- WorldCat: E39PBJjdgC8DHcp6qJrkPhDDv3